# Ait-Deutschland
Die Ait-Deutschland GmbH (Eigenschreibweise: ait-deutschland GmbH) ist Teil von Nibe Industrier; es entwickelt und vertreibt Wärmepumpen und Kältemaschinen. Gegründet 1998, beschäftigt das Unternehmen 546 Mitarbeitende am Standort Kasendorf (Stand 31. Dezember 2021) sowie in Tochtergesellschaften und Niederlassungen in Europa und den USA. Produkte von Ait-Deutschland werden unter den Marken alpha innotec, Novelan und KKT chillers in 25 Ländern vertrieben.

## Marken und Standorte
Die Ait-Deutschland GmbH mit Sitz im oberfränkischen Kasendorf ist tätig in den Bereichen der Wärme-, Kälte- und Lüftungstechnik. Die Produktmarken Alpha Innotec und Novelan vertreiben Wärmepumpen; Alpha Innotec direkt an Installationsbetriebe, Novelan ausschließlich über den Großhandel. Die Kältemaschinen finden Anwendung in den Branchen Gesundheit, Lasertechnologie, Lebensmittel und Verpackung.
Neben dem Standort in Kasendorf produziert Ait-Deutschland etwa seit 2023 auch in Ummerstadt und betreibt Serviceniederlassungen in Anröchte und Forsting (Bayern).

## Geschichte
Gegründet wurde das Unternehmen 1998 durch Heinz Weggel († 2018) und Artur Rodecker, die auch die Geschäftsführung übernahmen, unter dem Namen Alpha-InnoTec GmbH mit zwölf Mitarbeitern. Von 1999 an wurden Wärmepumpen mit Propan als Kältemittel an die deutschsprachigen Länder verkauft. 
2000 übernahm die Schweizer Schulthess Maschinen die Alpha-InnoTec GmbH und beteiligte sich bei Novelan – zu diesem Zeitpunkt Wärmepumpenmarke von Siemens. Ebenfalls im Jahr 2000 erweiterte Alpha-InnoTec sein Vertriebsnetz um die Niederlande. 2001 wurde die Novelan GmbH nach Übernahme der Siemens-Markenrechte gegründet und das Vertriebsgebiet um Polen erweitert.
2004 weitete sich das Vertriebsnetz auf Norwegen, Slowenien, Tschechien, Ungarn, Slowakei und Irland aus. Im folgenden Jahr kaufte Schulthess das Unternehmen KKT Kraus in Lauf an der Pegnitz, einen Hersteller für Kältemaschinen und Industriekühlung mit 200 Mitarbeitern. 2006 erwarb das Unternehmen Grundstücke rund um das Firmenareal in Kasenfeld und ließ dort eine weitere Produktionshalle errichten. Im gleichen Jahr erweiterte sich das Vertriebsgebiet auf Dänemark, Frankreich, die Benelux-Staaten und das Vereinigte Königreich und 2007 auf Litauen, Lettland und Portugal. Ebenfalls 2007 wurde die KKT Kraus USA Corp. gegründet. 2008 wurde das Firmengelände um ein Verwaltungsgebäude und Schulungscenter für Kunden erweitert sowie Estland und Italien als Märkte erschlossen. 2010 erfolgte die Verlegung von KKT Kraus nach Kasendorf. Ende September 2010 ging der Mitgründer Heinz Weggel in den Ruhestand.
2011 wurde Schulthess und damit auch die Unternehmensgruppe rund um Alpha-InnoTec durch die schwedische Nibe übernommen und Alpha-InnoTec startete den Vertrieb in Finnland. 2012 erfolgte die Integration von KKT Kraus GmbH in die Alpha-InnoTec GmbH und die Umbenennung in KKT chillers. 2016 firmierte die Alpha-InnoTec GmbH zur Ait-Deutschland GmbH um. Alpha Innotec und KKT chillers wurden zu Produktmarken. Der Bau eines Entwicklungszentrums für Klimageräte lief an, das 2015 den Betrieb aufnahm. Wärmepumpen von Alpha Innotec wurden erstmals im gesamten skandinavischen Raum und in der Türkei vertrieben. 2014 wurde Novelan neu als Produktmarke organisiert und Spanien ins Vertriebsnetz aufgenommen.
2017 erfolgte die Gründung von Tochterunternehmen in Österreich, Tschechien und Slowenien. 2020 übernahm Nibe die 1984 gegründete Nathan Holding BV, einen Wärmepumpenvetrieb aus den Niederlanden.